# Hunga
Hunga es un género con doce especies de plantas  perteneciente a la familia Chrysobalanaceae. Es originario de Papúa Nueva Guinea y de Nueva Caledonia.

## Taxonomía
El género fue descrito por  Ghillean Tolmie Prance y publicado en Brittonia 31: 79. 1979. La especie tipo es: Hunga rhamnoides (Guillaumin) Prance

## Especies aceptadas
A continuación se brinda un listado de las especies del género Hunga aceptadas hasta julio de 2011, ordenadas alfabéticamente. Para cada una se indica el nombre binomial seguido del autor, abreviado según las convenciones y usos.
- Hunga cordata Prance
- Hunga fusicarpa Kosterm.
- Hunga gerontogea (Schltr.) Prance
- Hunga guillauminii Prance
- Hunga lifouana (Däniker) Prance
- Hunga longifolia Prance
- Hunga mackeeana Prance
- Hunga minutiflora (Baker f.) Prance
- Hunga myrsinoides (Schltr.) Prance
- Hunga novoguineensis Prance
- Hunga papuana (Baker f.) Prance
- Hunga rhamnoides (Guillaumin) Prance